# Bulgaria en la Copa Mundial de Fútbol de 1998
La Selección de Bulgaria fue uno de los 32 países participantes, en lograr la clasificación a la Copa Mundial de Fútbol de 1998, que se realizó en Francia.
Bulgaria llegó por séptima vez a este evento y la segunda en forma consecutiva, y cabe destacar que fue durante el proceso clasificatorio. El combinado búlgaro fue emparejado en el Grupo D, en el que también estaban España, Nigeria y Paraguay.
El reto no estuvo a favor de los búlgaros, ya que empataron contra los paraguayos y perdieron ante los nigerianos y los españoles (ante este último, por una derrota por 6-1) y se despidió siendo último de su grupo.

## Clasificación
Luego de la disputa del Grupo 5, Bulgaria culminó en la primera posición, por lo que se clasificó directamente a la Copa Mundial de Fútbol, dejando en segundo lugar a Rusia, que clasificó al repechaje.

### Grupo 3
| Equipo     | Pts | PJ | PG | PE | PP | GF | GC | Dif |
| ---------- | --- | -- | -- | -- | -- | -- | -- | --- |
| Bulgaria   | 18  | 8  | 6  | 0  | 2  | 18 | 9  | 9   |
| Rusia      | 17  | 8  | 5  | 2  | 1  | 19 | 5  | 14  |
| Israel     | 13  | 8  | 4  | 1  | 3  | 9  | 7  | 2   |
| Chipre     | 10  | 8  | 3  | 1  | 4  | 10 | 15 | -5  |
| Luxemburgo | 0   | 8  | 0  | 0  | 8  | 2  | 22 | -20 |

| Fecha                    | Lugar      | Partido    | Partido | Partido | Partido | Partido    |
| ------------------------ | ---------- | ---------- | ------- | ------- | ------- | ---------- |
| 1 de septiembre de 1996  | Ramat Gan  | Israel     |         | 2:1     |         | Bulgaria   |
| 8 de octubre de 1996     | Luxemburgo | Luxemburgo |         | 1:2     |         | Bulgaria   |
| 14 de diciembre de 1996  | Limassol   | Chipre     |         | 1:3     |         | Bulgaria   |
| 2 de abril de 1997       | Sofía      | Bulgaria   |         | 4:1     |         | Chipre     |
| 8 de junio de 1997       | Burgas     | Bulgaria   |         | 4:0     |         | Luxemburgo |
| 20 de agosto de 1997     | Sofía      | Bulgaria   |         | 1:0     |         | Israel     |
| 10 de septiembre de 1997 | Sofía      | Bulgaria   |         | 1:0     |         | Rusia      |
| 11 de octubre de 1997    | Moscú      | Rusia      |         | 4:2     |         | Bulgaria   |

## Jugadores
| #  | Nombre             | Posición      | Club              |
| -- | ------------------ | ------------- | ----------------- |
| 1  | Zdravko Zdravkov   | Portero       | Istanbulspor AŞ   |
| 2  | Radostin Kishishev | Defensa       | Litex Lovech      |
| 3  | Trifon Ivanov (†)  | Defensa       | CSKA Sofia        |
| 4  | Ivaylo Petkov      | Defensa       | Litex Lovech      |
| 5  | Ivaylo Yordanov    | Mediocampista | Sporting Lisboa   |
| 6  | Zlatko Yankov      | Mediocampista | Beşiktaş          |
| 7  | Emil Kostadinov    | Delantero     | CSKA Sofia        |
| 8  | Hristo Stoichkov   | Delantero     | CSKA Sofia        |
| 9  | Luboslav Penev     | Delantero     | SD Compostela     |
| 10 | Krasimir Balakov   | Mediocampista | Sttugart          |
| 11 | Ilian Iliev        | Mediocampista | Bursaspor         |
| 12 | Borislav Mikhailov | Portero       | Slavia Sofia      |
| 13 | Gosho Ginchev      | Defensa       | Antalyaspor       |
| 14 | Marian Hristov     | Mediocampista | Kaiserslautern    |
| 15 | Adalbert Zafirov   | Defensa       | Arminia Bielefeld |
| 16 | Anatoli Nankov     | Mediocampista | Lokomotiv Sofia   |
| 17 | Stoycho Stoilov    | Mediocampista | Litex Lovech      |
| 18 | Daniel Borimirov   | Mediocampista | 1860 Munich       |
| 19 | Georgi Bachev      | Delantero     | Slavia Sofia      |
| 20 | Georgi Ivanov      | Delantero     | Levski Sofia      |
| 21 | Rosen Kirilov      | Defensa       | Litex Lovech      |
| 22 | Milen Petkov       | Mediocampista | CSKA Sofia        |
| DT | Hristo Bonev       |               |                   |

## Participación

### Grupo D
| Equipo   | Pts | PJ | PG | PE | PP | GF | GC | Dif |
| -------- | --- | -- | -- | -- | -- | -- | -- | --- |
| Nigeria  | 6   | 3  | 2  | 0  | 1  | 5  | 5  | 0   |
| Paraguay | 5   | 3  | 1  | 2  | 0  | 3  | 1  | 2   |
| España   | 4   | 3  | 1  | 1  | 1  | 8  | 4  | 4   |
| Bulgaria | 1   | 3  | 0  | 1  | 2  | 1  | 7  | -6  |

| 12 de junio de 1998, 14:30 | Paraguay | 0:0     | Bulgaria | Stade de la Mosson, Montpellier                                                   |                                                                                   |
|                            |          | Reporte |          | Asistencia: 29.800 espectadores Árbitro(s): Abdul Rahman Al Zaid (Arabia Saudita) | Asistencia: 29.800 espectadores Árbitro(s): Abdul Rahman Al Zaid (Arabia Saudita) |

| 19 de junio de 1998, 17:30 | Nigeria    | 1:0 (1:0) | Bulgaria | Parque de los Príncipes, París                                           |                                                                          |
|                            | Ikpeba 28' | Reporte   |          | Asistencia: 45.500 espectadores Árbitro(s): Mario Sánchez Yantén (Chile) | Asistencia: 45.500 espectadores Árbitro(s): Mario Sánchez Yantén (Chile) |

| 24 de junio de 1998, 21:00 | España                                                                                    | 6:1 (2:0) | Bulgaria       | Stade Félix Bollaert, Lens                                                    |                                                                               |
|                            | Hierro 6' (pen.) · Luis Enrique 18' · Morientes 55', 81' · Bachev 88' (a.g.) · Kiko 90+4' | Reporte   | Kostadinov 58' | Asistencia: 38.100 espectadores Árbitro(s): Mario van der Ende (Países Bajos) | Asistencia: 38.100 espectadores Árbitro(s): Mario van der Ende (Países Bajos) |